# Бухово (Болгария)
Бухово (болг. Бухово) — город в Болгарии. Находится в Городской области Софии, входит в общину Столична, район Кремиковци. Население составляет 2718 человек (2022).

## Политическая ситуация
В местном кметстве Бухово, в состав которого входит Бухово, должность кмета (старосты) исполняет Детелина Василева Чобанова (независимый) по результатам выборов.
Кмет (мэр) общины Столична — Бойко Методиев Борисов (Граждане за европейское развитие Болгарии (ГЕРБ) по результатам выборов.